# Marino Leidi
Marino Leidi (Bergamo, 19 ottobre 1899 – ...) è stato un dirigente sportivo e calciatore italiano, di ruolo attaccante.

## Carriera

### Calciatore
Cresciuto nelle file dell'A.L.P.E. Bergamo, passa all'Atalanta con cui debutta in prima squadra nel campionato di Seconda Divisione, l'attuale Serie B.
Gran parte della sua carriera si svolge con i colori neroazzurri, vestiti complessivamente per cinque stagioni, anche se non è possibile quantificarne in modo preciso le presenze a causa della carenza di archivi storici. Le uniche presenze effettivamente accertate sono le otto della stagione 1922-1923, le otto della stagione 1923-1924 (con anche una rete messa a segno contro il Monza il 27 gennaio 1924 nella sfida vinta 2-0 dalla sua squadra) e le due della stagione successiva (sempre con una rete, questa volta messa a segno il 9 novembre 1924 nel pareggio casalingo per 2-2 contro la Juventus Italia. Rimane con la squadra bergamasca fino al 1928.

### Dirigente
Al termine della carriera di calciatore, dopo aver giocato per due stagioni anche nella Clarense, entra a fare parte dei quadri dirigenziali della stessa società orobica; in particolare, dopo essere stato per anni uno dei principali osservatori della società neroazzurra, nel 1960 assume per due mesi il ruolo di commissario della società, svolgendo di fatto le mansioni di un presidente durante la momentanea squalifica di Luigi Tentorio. In seguito svolgerà sempre per l'Atalanta le mansioni di segretario per oltre un decennio, fino all'assunzione di Giacomo Randazzo a metà anni settanta del XX secolo per quello stesso ruolo.

## Palmarès

### Club

#### Competizioni nazionali
- Seconda Divisione: 2

Atalanta: 1922-1923
Clarense: 1929-1930
- Prima Divisione: 1

Atalanta: 1927-1928